# The Locos
The Locos — испанская ска-панк-группа, созданная в 2005 году. The Locos была сформирована на основе музыкантов испанской ска-панк-группы Ska-P.

## Состав
- Pipi — вокал
- Santi — гитара
- Andrés (Coco) — бас
- Hatuey - барабаны
- Luis Fran — труба
- Ken — гитара
- Javi — саксофон

## Дискография
Album
- Jaula de Grillos — 2006
- Energia Inagotable — 2008
- Tiempos Difíciles — 2012